# Colette Reynaud
Colette Reynaud, née le 13 décembre 1872 à Saint-Jean-en-Royans et décédée le 23 avril 1965 à Commercy, est une journaliste féministe, socialiste et pacifiste française, cofondatrice en 1917 et directrice du journal hebdomadaire La Voix des femmes.

## Biographie
Colette Reynaud est connue pour avoir cofondé, avec Louise Bodin, le journal La Voix des femmes le 31 octobre 1917 pour promouvoir le droit de vote des femmes. Elle assure la direction du journal tandis que Louise Bodin en est la rédactrice en chef, et celui-ci attire la participation de personnalités comme Séverine, Madeleine Pelletier, Hélène Brion, Henri Barbusse ou Marcel Cachin. Le journal est lancé en pleine Première Guerre mondiale, alors que le contexte est à la répression, comme le symbolise en novembre 1917 l'arrestation de l'institutrice Hélène Brion, accusée de propagande défaitiste.
À compter du 1er décembre 1922, Colette Reynaud tente de faire publier son journal sur une base quotidienne, avec désormais Noëlie Drous à la rédaction en chef, mais renonce rapidement à ce nouveau rythme de parution. Le journal continuera de paraître jusqu'en 1937.
En 1930, Marguerite Durand cite Colette Reynaud parmi les « professionnelles remarquables » du journalisme féminin à son époque, en relevant qu'elle s'en tient davantage à un rôle de direction que de rédaction. 
L'historien du socialisme Julien Chuzeville estime que Colette Reynaud est probablement  membre de la Section française de l'Internationale ouvrière (SFIO) lorsqu'elle adhère au comité de la Troisième internationale, puis qu'elle a sans doute adhéré au Parti communiste lors de la scission en 1920. La journaliste adhère également en octobre 1920 au Comité d'action pour la libération des militants emprisonnés, en faveur notamment de Fernand Loriot, Boris Souvarine et Pierre Monatte.
Colette Reynaud s'engage également après la guerre comme membre du comité de la Ligue des femmes contre la guerre, puis comme secrétaire de l’Union populaire pour la paix universelle. Elle cofonde en 1926 la Ligue d’action féminine pour l’obtention immédiate du suffrage des femmes, menée par Marthe Bray.
Franc-maçonne, elle est membre de la loge « Le Droit humain » et de l'association fraternelle des journalistes où elle côtoie  Camille Chautemps, Marcel Huart, Aristide Quillet et Alexandre Varenne.
Mariée à un médecin, elle fut la mère de deux enfants.